# Willy Sägebrecht

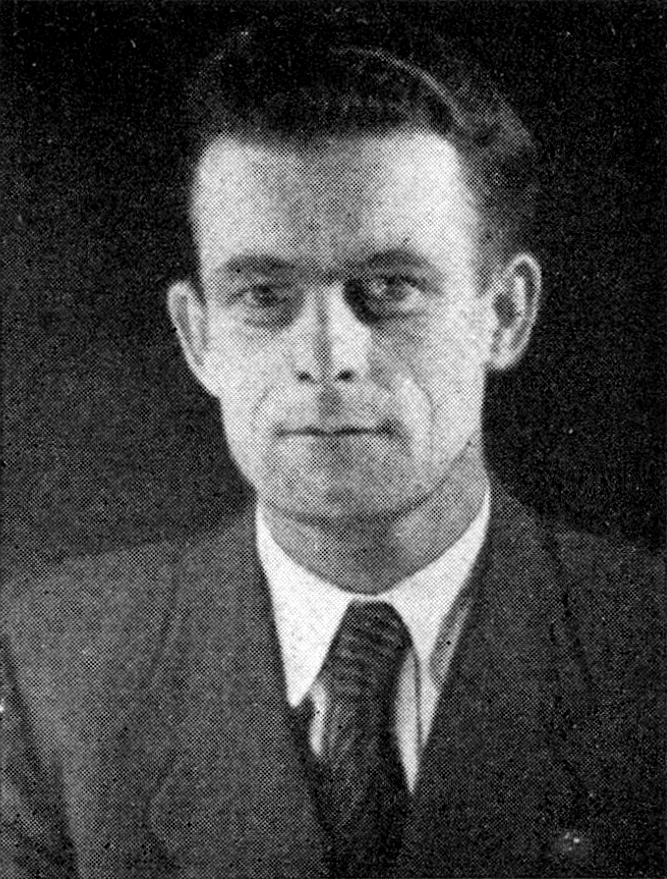
Sägebrecht ca. 1947

Willy Sägebrecht (* 21. Februar 1904 in Groß Schönebeck; † 8. April 1981 in Berlin) war ein deutscher Widerstandskämpfer gegen den Nationalsozialismus  und Politiker der KPD/SED. Er war Abgeordneter der Volkskammer der DDR, Mitglied des ZK der SED und Leiter des Militärischen Nachrichtendienstes der NVA.

## Leben
Der Sohn eines Ziegelbrenners arbeitete nach dem Besuch der Volksschule in Groß Schönebeck und Liebenwalde ab 1918 als Land- und Industriearbeiter. Er trat 1920 dem freigewerkschaftlichen Deutschen Holzarbeiterverband und der Sozialistischen Arbeiterjugend bei. Im Jahr 1923 wechselte er zum Kommunistischen Jugendverband Deutschlands und wurde 1925 Mitglied der KPD.
Von November 1929 bis 1930 war er Stadtverordneter in Liebenwalde und Mitglied des Kreistages des Kreises Niederbarnim. Er arbeitete 1929/30 als Instrukteur im Apparat der Abteilung Militärpolitik (Tarnbezeichnung für den Nachrichtendienst) der KPD-Bezirksleitung Berlin-Brandenburg. 1930/31 nahm er an einem Funktionärskurs an der Militärschule der Kommunistischen Internationale bei Moskau teil. Danach war er bis 1933 Instrukteur der KPD Berlin-Brandenburg. Ab 1931 gehörte er als Pol.-Leiter des Unterbezirkes Nord  der KPD-Bezirksleitung Berlin-Brandenburg zu den engsten Mitarbeitern Walter Ulbrichts in Berlin. Er war zudem von 1932 bis 1933 Mitglied des preußischen Landtags.
Während der Zeit des Nationalsozialismus war er wegen illegaler politischer Tätigkeit elf Jahre inhaftiert. Im Januar 1936 wurde er vom 2. Senat des Volksgerichtshofes wegen „Vorbereitung zum Hochverrat“ zu fünf Jahren Zuchthaus verurteilt. Nach Aufenthalten im Zuchthaus Luckau,  im Moorlager Papenburg/Emsland und im Arbeitslager Wuhlheide bei Berlin, wurde er im März 1941 in das KZ Sachsenhausen verschleppt. Während des Todesmarsches nach Schwerin 1945 konnte er entfliehen.
Unmittelbar nach der Befreiung wurde er Mitglied der KPD-Initiativgruppe um Walter Ulbricht. Er wurde Mitarbeiter der Magistratverwaltung von Berlin im Bereich Sozialwesen. Außerdem war er 1945/46 Erster Sekretär der KPD-Bezirksleitung Brandenburg. Im März 1946 wurde er in das ZK der KPD kooptiert. Von April 1946 bis Dezember 1948 war er zusammen mit Friedrich Ebert paritätischer Vorsitzender des SED-Landesverbandes Brandenburg. Nach dessen Weggang als Oberbürgermeister nach Ost-Berlin stand er bis Dezember 1949 mit Paul Bismark an der Spitze der SED des Landes Brandenburg, dann bis Juli 1952 als alleiniger Vorsitzender beziehungsweise Erster Sekretär des Landesverbandes. Er hat dabei die Stalinisierung der Partei in Brandenburg mitgetragen.  Von 1946 bis 1963 gehörte er dem Parteivorstand beziehungsweise dem ZK der SED an.
Sägebrecht war zudem zwischen 1946 und 1950 Mitglied des Brandenburger Landtages. Dabei war er Vorsitzender der SED-Fraktion und des Geschäftsordnungsausschusses. Nach der Landtagswahl von 1946 setzte er bei der Regierungsbildung die Position der SED durch. Er war 1948/49 auch Mitglied des Deutschen Volksrates und anschließend bis 1958 Mitglied der Volkskammer. Seit Februar 1950 war er Mitglied des Nationalrates der Nationalen Front.

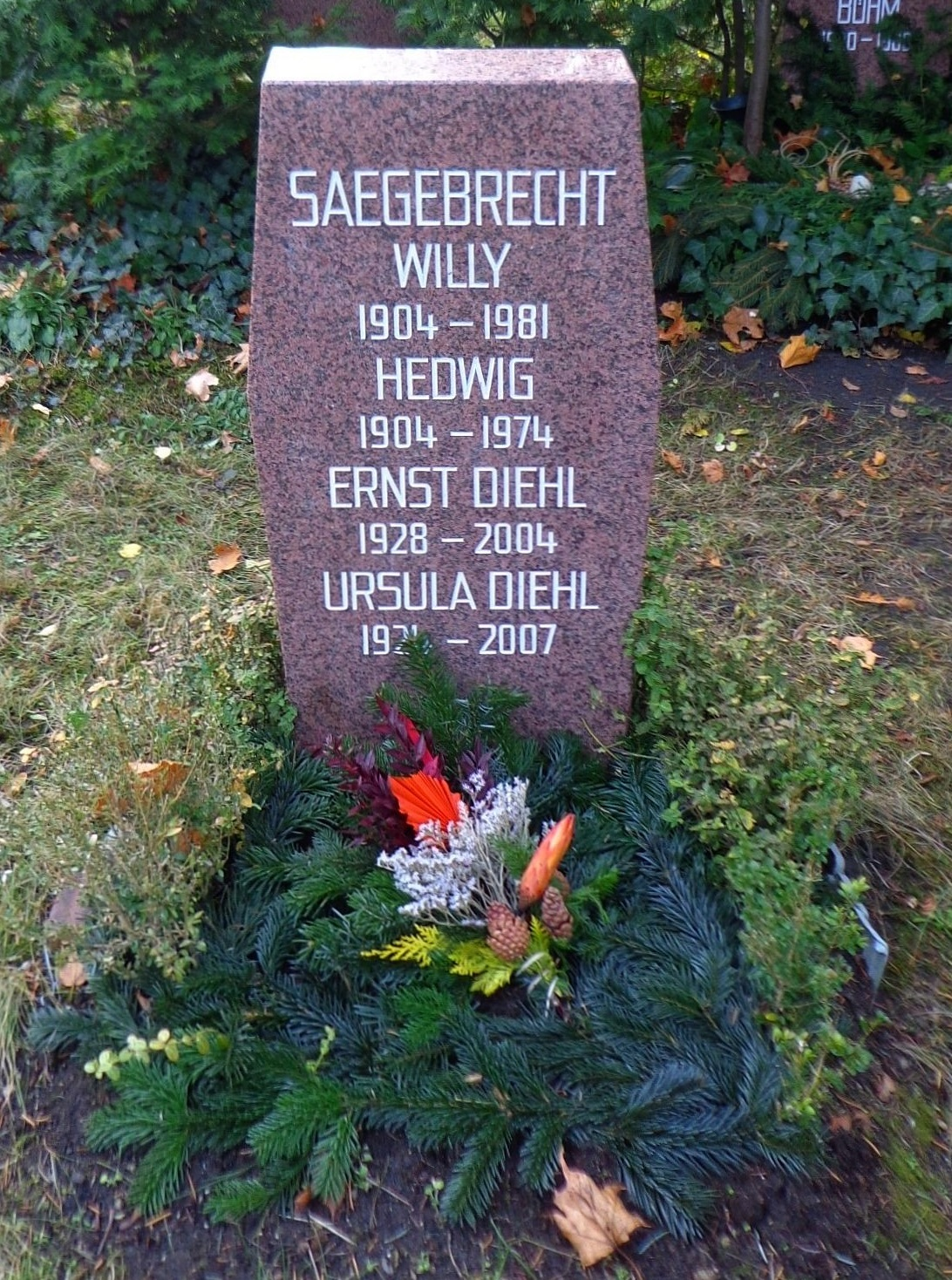
Grabstätte

Von Juli 1952 bis 1954 amtierte Sägebrecht als Staatssekretär und erster stellvertretender Vorsitzender der Staatlichen Plankommission. Er schien zu dieser Zeit vor einer größeren politischen Karriere zu stehen. Dazu kam es nicht, stattdessen wurde er zur KVP „abgeschoben“.  Sägebrecht war seit Oktober 1954 Oberst der KVP und seit 1956 Oberst der NVA.
Seit September 1957 war er Leiter des Militärischen Nachrichtendienstes der DDR (Nachfolger von Karl Linke). Er war auch zuständig für eine Abteilung der NVA-Politverwaltung. Diese sollte im Kriegsfall gewaltsame Aktionen und Partisaneneinsätze in Westdeutschland vorbereiten. Im August 1959 wurde er offiziell aus gesundheitlichen Gründen vorzeitig pensioniert. Ein Grund war, dass sein Stellvertreter, Oberstleutnant Siegfried Dombrowski, im August 1958 in den Westen übergelaufen war. Sein Nachfolger wurde am 31. August 1959 Arthur Franke, den er auf der Flucht aus dem KZ kennengelernt hatte.
Er lebte seit September 1959 als Rentner in Berlin. Seine Urne wurde in der Grabanlage Pergolenweg des Berliner Zentralfriedhofs Friedrichsfelde beigesetzt, ebenso wie später die seines Schwiegersohns Ernst Diehl.

## Auszeichnungen und Ehrungen
- 6. Mai 1955 Vaterländischer Verdienstorden in Silber und 1964 in Gold
- Februar 1974 Karl-Marx-Orden
- 1979 Ehrenspange zum Vaterländischen Verdienstorden in Gold
- Am 6. Oktober 1981 wurde dem VEB Wälzlagerwerk Luckenwalde der Ehrenname „Willy Sägebrecht“ verliehen.
- Am 1. März 1987 bekam die Artillerieabteilung 1 in Beelitz den Traditionsnamen „Willy Sägebrecht“.

## Veröffentlichung
Willy Sägebrecht, Fanny Rosner und Heinz Voßke: Nicht Amboss, sondern Hammer sein. Dietz 1968.